# Campionato europeo femminile under 18 di calcio 2000
Il Campionato europeo femminile under 18 di calcio 2000 è stata la 3ª edizione del torneo organizzato dalla UEFA. La fase finale si è giocata in Francia dal 27 luglio al 4 agosto 2000. Al torneo potevano partecipare solo le giocatrici nate dopo il 1º gennaio 1982.
La Germania ha vinto il titolo per la prima volta.

## Formato
Le quattro squadre qualificate alla fase finale si affrontano in un girone all'italiana, le cui prime due classificate si contendono il titolo nella finale.

## Fase finale

### Girone finale
| Squadra  | G | V | P | S | GF | GS | DR | P.ti |
| -------- | - | - | - | - | -- | -- | -- | ---- |
| Germania | 3 | 2 | 1 | 0 | 5  | 1  | +4 | 7    |
| Spagna   | 3 | 2 | 0 | 1 | 7  | 5  | +2 | 6    |
| Svezia   | 3 | 1 | 1 | 1 | 3  | 4  | -1 | 4    |
| Francia  | 3 | 0 | 0 | 3 | 4  | 9  | -5 | 0    |

| Boulogne-sur-Mer 27 luglio 2000                                         | Svezia    | 2 – 1     | Francia |  |
| \| \| \| \| \| Björstedt 21’ Albertsen 83’ \| Marcatori \| 29’ Morel \| |           |           |         |  |
|                                                                         |           |           |         |  |
| Björstedt 21’ Albertsen 83’                                             | Marcatori | 29’ Morel |         |  |

| Boulogne-sur-Mer 27 luglio 2000                             | Germania  | 2 – 0 | Spagna |  |
| \| \| \| \| \| Schäpertöns 10’ Meier 41’ \| Marcatori \| \| |           |       |        |  |
|                                                             |           |       |        |  |
| Schäpertöns 10’ Meier 41’                                   | Marcatori |       |        |  |

| Le Touquet-Paris-Plage 29 luglio 2000                                  | Spagna    | 3 – 1     | Svezia |  |
| \| \| \| \| \| del Río 47’, 52’ Lucas 61’ \| Marcatori \| 2’ Nordin \| |           |           |        |  |
|                                                                        |           |           |        |  |
| del Río 47’, 52’ Lucas 61’                                             | Marcatori | 2’ Nordin |        |  |

| Le Touquet-Paris-Plage 29 luglio 2000                                           | Germania  | 3 – 1      | Francia |  |
| \| \| \| \| \| Meier 20’ Wilmes 40’ Wimbersky 89’ \| Marcatori \| 81’ Kubiak \| |           |            |         |  |
|                                                                                 |           |            |         |  |
| Meier 20’ Wilmes 40’ Wimbersky 89’                                              | Marcatori | 81’ Kubiak |         |  |

| Le Touquet-Paris-Plage 1º agosto 2000 | Germania | 0 – 0 | Svezia |  |

| Boulogne-sur-Mer 1º agosto 2000                                                                   | Spagna    | 4 – 2                  | Francia |  |
| \| \| \| \| \| del Río 35’, 39’, 45’ Pogeant 41’ (aut.) \| Marcatori \| 64’ Kubiak 66’ Pogeant \| |           |                        |         |  |
|                                                                                                   |           |                        |         |  |
| del Río 35’, 39’, 45’ Pogeant 41’ (aut.)                                                          | Marcatori | 64’ Kubiak 66’ Pogeant |         |  |

### Finale
| Boulogne-sur-Mer 4 agosto 2000                                                          | Germania  | 4 – 2            | Spagna |  |
| \| \| \| \| \| Meier 13’, 90’ Wilmes 31’ Färber 79’ \| Marcatori \| 45’, 90’ del Río \| |           |                  |        |  |
|                                                                                         |           |                  |        |  |
| Meier 13’, 90’ Wilmes 31’ Färber 79’                                                    | Marcatori | 45’, 90’ del Río |        |  |